# إسلام إبراهيم
إسلام إبراهيم هو ممثل مصري، اشتهر كأحد المواهب الشابة الصاعدة في برنامج «ساترداي نايت لايف بالعربي» لتتوالى أعماله في العديد من المسلسلات والافلام.
تخرج إسلام من كلية الأداب قسم اللغة العربية ثم عمل مساعدا للاطفال ذوي الاحتياجات الخاصة.

## الأعمال

### المسلسلات
- 2024: تيتا زوزو
- 2024: أعلى نسبة مشاهدة
- 2022: العيلة دي
- 2022 : وش وضهر
- 2022 : راجعين يا هوى
- 2021 : نجيب زاهي زركش
- 2020 : ب100 وش
- 2020 : ونسني
- 2019 : ابن أصول
- 2019 : أنا شيري دوت كوم
- 2019 : برنس ونص (مسلسل اذاعي)
- 2018 : طلعت روحي
- 2018 : الوصية
- 2017 : ريح المدام
- 2005 : أماكن في القلب (طفل)
- الألغاز والمغامرون الخمسة

### الأفلام
- 2023 : مندوب مبيعات
- 2019 : ساعة رضا
- 2019 : ولاد رزق 2
- 2015 : سعيكم مشكور يا برو
- 2015 : فزاع
- 2011 : المركب اللي تودي (فيلم قصير)

### برامج
- 2019 : أقوى أم في مصر (مقدم البرنامج)
- 2018 : أنا وبنتي (ضيف)
- 2018 : حفلة 11 (ضيف)
- 2018 : قهوة أشرف (ضيف)
- 2016 : برنامج ساترداي نايت لايف بالعربي
- 2014 : صاحبة السعادة (ضيف)
- 2014 : معكم منى الشاذلي (ضيف)
- 2010 : برنامج موجة ستاند أب

### المسرحيات
- 2019 : علاء الدين (مسرحية)
- 2014 : بعد الليل (مسرحية)